# Стівен Р. Дональдсон
Стівен Рідер Дональдсон (англ. Stephen Reeder Donaldson; нар. 13 травня 1947) — американський письменник у жанрі фентезі, наукової фантастики та таємниць, найбільш відомий завдяки своїй серії фентезі з десяти романів «Хроніки Томаса Ковенанта». Його робота характеризується психологічною складністю, концептуальною абстрактністю, моральною похмурістю та використанням таємничої лексики, і отримала похвалу критиків за «уяву, яскраві характеристики та швидкий темп». Дональдсон отримав ступінь бакалавра в Коледжі Вустера та ступінь магістра в Університеті штату Кент. Зараз він проживає в Альбукерке, Нью-Мексико.

## Особисте життя
Дональдсон провів частину своєї юності в Індії, де його батько, медичний місіонер, працював з прокаженими. Дональдсон відвідував сучасну міжнародну школу Кодайканал. Він навчався в Університеті штату Кент як аспірант під час розстрілів у штаті Кент 4 травня 1970 року. Хоча під час стрілянини його не було в університетському містечку, його квартира була за півтора квартали, і після цього він був змушений жити на воєнному стані протягом трьох днів. Дональдсон не любить обговорювати цей інцидент, оскільки вважає спогади тривожними.
Дональдсон є шанувальником опери, і він сказав, що «любить це пряме вираження пристрасних емоцій у красивому звуку». У 1994 році отримав чорний пояс з шотокан карате.

## Основні впливи
Дональдсон належить до покоління авторів фентезі, яке стало відомим у 1970-х та на початку 1980-х років. Як і багатьох його однолітків, на його творчість значний вплив зробили твори Джона Толкіна. Однак оповідання Дональдсона демонструють широкий спектр інших впливів, зокрема Мервіна Піка, Клайва Льюїса, Роберта Говарда та опери Ріхарда Вагнера. Дональдсон також є великим прихильником романів Роджера Желязни «Амбер», які стали прямим натхненням для його власної серії «Потреба Морданта». Крім того, у розділі «Поступове інтерв'ю» на своєму веб-сайті Дональдсон згадує своє широке дослідження Джозефа Конрада, Генрі Джеймса та Вільяма Фолкнера, щоб далі розвивати свій стиль оповіді.

## Ідеї
У «Творчому пізнанні, концептуальній комбінації та творчому письмі Стівена Р. Дональдсона» Томас Ворд цитує замітку Дональдсона в книзі The Gap into Conflict: The Real Story: «… виникає чимала кількість моїх найкращих історій, не з однієї ідеї, а з двох». Дональдсон сказав: «Два інертні елементи поєднуються, щоб створити щось жахливої сили». У книгах Томаса Ковенанта, коли він об'єднав невір'я та проказу, «…мій мозок загорівся».

## Хроніки Томи Ковенанта
Найвідоміший серіал Дональдсона — «Хроніки Томаса Ковенанта», в центрі якого — цинічний прокажений, якого суспільство уникає, якому судилося стати героїчним рятівником іншого світу. Ковенант бореться проти тиранічного лорда Фоула, який має намір зруйнувати фізичний всесвіт, щоб вирватися з рабства та помститися своєму заклятому ворогу, Творцеві.
Спочатку «Хроніки» були опубліковані як дві трилогії романів між 1977 і 1983 роками. За даними його нинішнього видавця Putnam's, ці дві серії розійшлися тиражем понад 10 мільйонів примірників. Третя серія «Останні хроніки Томаса Ковенанта» почалася в 2004 році з роману «Руни Землі». З другою книгою цієї серії, «Фатальний привід», Дональдсон знову отримав статус бестселера, коли книга досягла 12 місця в списку бестселерів New York Times у жовтні 2007 року.

### Перші хроніки
1. Прокляття лорда Фоула (1977)
2. Іллеартська війна (1977)
3. Сила, що зберігає (1979)

### Друга Хроніка
1. Уражена земля (1980)
2. Одне дерево (1982)
3. Володар білого золота (1983)

### Останні хроніки
1. Руни Землі (2004)
2. Фатальний привід (2007)
3. Проти того, щоб все закінчилося (2010)
4. Остання темрява (2013)

## Цикл розриву
Науково-фантастична епопея, дія якої розгортається в майбутньому, коли люди вирушили далеко в космос, намагаючись замінити вичерпані ресурси, «Цикл розриву» розповідає про дві одночасні історії. Перша стосується прапорщика поліції Об'єднаних гірничих компаній (UMCP), Морна Гайленда, який намагається просто залишитися в живих після того, як його захопив мародер на ім'я Ангус Термопіл. Другий розповідає про візантійські політичні маневри голови UMCP Вардена Діоса, коли він намагається перешкодити махінаціям свого боса Голта Фаснера, який є генеральним директором United Mining Companies (UMC) і найвпливовішою людиною в світі..
Кожна з епопей розгортається на тлі загрози самому виживанню людини з боку інопланетного виду під назвою амніони, який використовує генетичну мутацію як спосіб асиміляції та подолання. Торгівля сировиною (в основному рудою) здійснюється з амніонами в обмін на технології як UMC, так і нелегалами. Деякі нелегали торгують у територіальному просторі амніонів, який називають «забороненим простором», за межами UMCP відповідно до договору.
Дональдсон написав серію частково як переробку кільцевого циклу Вагнера. «Проміжок» у назві стосується приводів, які використовуються космічними кораблями для подолання великих відстаней, що нагадує поняття «згортання» простору.

### Книги Розриву
1. Розрив у конфлікті: реальна історія (1991)
2. Розрив у баченні: заборонені знання (1991)
3. Розрив у владі: темний і голодний бог повстає (1992)
4. Розрив у божевілля: хаос і порядок (1994)
5. Розрив у руїні: Цього дня всі боги помирають (1996)

Перевидання серії 2008 року поєднує «Реальну історію» та «Заборонене знання» в один том. Як повідомляється на сайті Дональдсона, це було зроблено на його прохання.

## Інші роботи

### Рання творчість
Дональдсон заявив, що коли він був молодшим, він написав дві фан-фікшн-новели: одну за мотивами «Тора» коміксів Marvel, а іншу — за «Серцем пітьми» Джозефа Конрада. Вони ніколи не публікувалися. Коли Дональдсон подорослішав, він виявив, що відчуття того, що він «все вигадує» сам, було необхідним для нормальної роботи його уяви. Тепер він вважає ці ранні новели невдалими експериментами в процесі відкриття себе як письменника. Те саме він ставиться до п'єси, яку він написав, виконання якої в Університеті штату Кент переконало його, що він «не був створений для драматургії».

### Потреба морилки
1. Дзеркало її мрії (1986)
2. Людина проїздить (1987)

### Людина, яка
«Людина, яка» — серія загадкових романів, написаних Дональдсоном і опублікованих під псевдонімом Рід Стівенс, що походить від його повного імені «Стівен Рідер Дональдсон». Дональдсон «завжди ненавидів» писати під вигаданим іменем, але був змушений це робити своїм видавцем Ballantine Books, який твердо вірив у «видавництво категорій» і вважав, що читачі почуватимуться зрадженими, якщо книжки таких різних жанрів будуть видані під назвою ім'я одного автора. Однак книги продавалися погано, навіть коли видавництво Tor/Forge Books їх передруковували під іменем Дональдсона.
- Людина, яка убила свого брата (1980)
- Людина, яка ризикувала своїм партнером (1984)
- Людина, яка намагалася втекти (1990)
- Людина, яка боролася сама (2001)

Дональдсон зазначив, що має намір написати принаймні ще один роман «Людина, яка» після завершення «Останніх хронік».

### Велика Божа війна
У листопаді 2017 року у книжкових та онлайн-магазинах з'явився «Сьоме знищення». Це перша книга трилогії «Велика Божа війна». У ньому представлені фентезійні королівства Аміка та Беллегер, які борються «одне проти одного в насиченій чаклунством битві взаємного знищення, а харизматичний принц шукає бібліотеку легендарного чарівника».
- Сьоме знищення (2017)
- Війна всередині (2019)
- Бог-убивця[17] (2022)

### Оповідання та збірки
- Золотий вогонь (1981). Історія лордів Шетри, Гайріма та Кривавої варти під час їхньої місії в Морський край. Описані події відбувалися під час Іллеартської війни Першої Хроніки.
- Королівська дочка та інші казки (1984)
- Королівська дочка (1984)
- «Що робить нас людьми»; з'явилася в The Annual World's Best SF 1985 (1985). Також опубліковано в Berserker Base під редакцією Фреда Саберхагена та як одне з коротких оповідань у Відторгнення простоти та інші казки.
- Епічне фентезі в сучасному світі: кілька спостережень (1986)
- Дивні сни (монтаж, 1993)
- Відторгнення простоти та інші казки (1999)
- Правосуддя короля: дві новели (2015), містить «Правосуддя короля» та «Гамбіт авгура»

## Нагороди
Посилання на нагороди.
| Рік  | Нагорода                                                                      | Робота (якщо є)                     |
| ---- | ----------------------------------------------------------------------------- | ----------------------------------- |
| 1979 | Премія Августа Дерлета                                                        | Прокляття лорда Фоула               |
| 1979 | Премія Джона В. Кемпбелла найкращому новому письменнику-фантасту              | Прокляття лорда Фоула               |
| 1981 | Премія Балрога — найкращий роман                                              | Уражена земля                       |
| 1983 | Премія Балрога — найкращий роман                                              | Одне дерево                         |
| 1985 | Премія Балрога — найкраща колекція                                            | Королівська дочка та інші казки     |
| 1988 | Премія Клубу наукової фантастики — найкраща книга року                        | Дзеркало її мрії                    |
| 1989 | Премія Клубу наукової фантастики — найкраща книга року                        | Людина проїздить                    |
| 1989 | Нагорода видатних випускників коледжу Вустера                                 |                                     |
| 1990 | Приз Джулія Верланже (Франція)                                                | Дзеркало її мрії                    |
| 1991 | Нагорода читачів популярної художньої літератури за улюбленого автора фентезі |                                     |
| 1992 | Премія Atlanta Fantasy Fair за видатні досягнення                             |                                     |
| 1997 | Президентська нагорода Міжнародної асоціації фантастики в мистецтві           |                                     |
| 2000 | Всесвітня премія фентезі — найкраща колекція                                  | Відторгнення простоти та інші казки |

### Почесні дипломи
- 2009: Почесний доктор літератури Сент-Ендрюського університету[19]

## Подальше читання
- Clute, J та ін. (1999). The Encyclopedia of Fantasy. St. Martin's. с. 282. ISBN 1-85723-893-1.
- Hendrix, L.L. (1995). The world of glass: The heroine's quest for identity in Spenser's Faerie Queen and Stephen R. Donaldson's Mirror of Her Dreams. Contributions to the Study of Science Fiction and Fantasy. 65: 91—100.
- Keller, Dean H.; Nicholson, John W.; Dubois, Paul Z. (1986). Reading and the art of librarianship: selected essays of John B. Nicholson, Jr. New York: Haworth Press. с. 181. ISBN 0-86656-585-X.
- Laskar, B (2004). Suicide and the absurd: The influence of Jean-Paul Sartre's and Albert Camus's existentialism on Stephen R. Donaldson's The Chronicles of Thomas Covenant The Unbeliever. Journal of the Fantastic in the Arts. 14: 409.
- Senior, W. A. (1995). Stephen R. Donaldson's Chronicles of Thomas Covenant: variations on the fantasy of tradition. [Kent, Ohio]: Kent State University Press. ISBN 0-87338-528-4.

### Інтерв'ю
- The Gradual Interview, архів із 2690 запитань, поставлених фанатами, на які відповів Дональдсон. Проводився з лютого 2004 року по серпень 2011 року.
- Інтерв'ю на wotmania.com